# Llista de colles de Mart
En aquest article només es mostra els noms oficials aprovats per la Unió Astronòmica Internacional (UAI).
Aquesta és una llista de colles amb nom de Mart

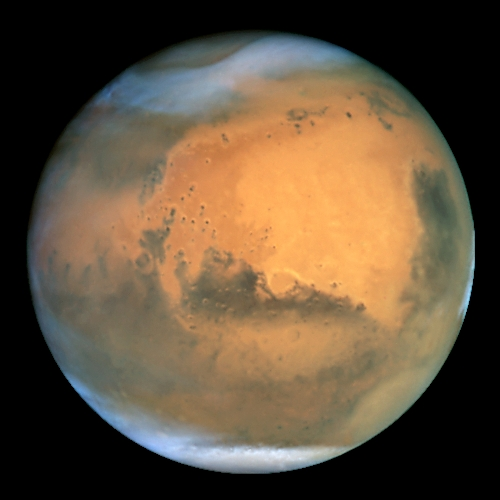
Imatge de Mart
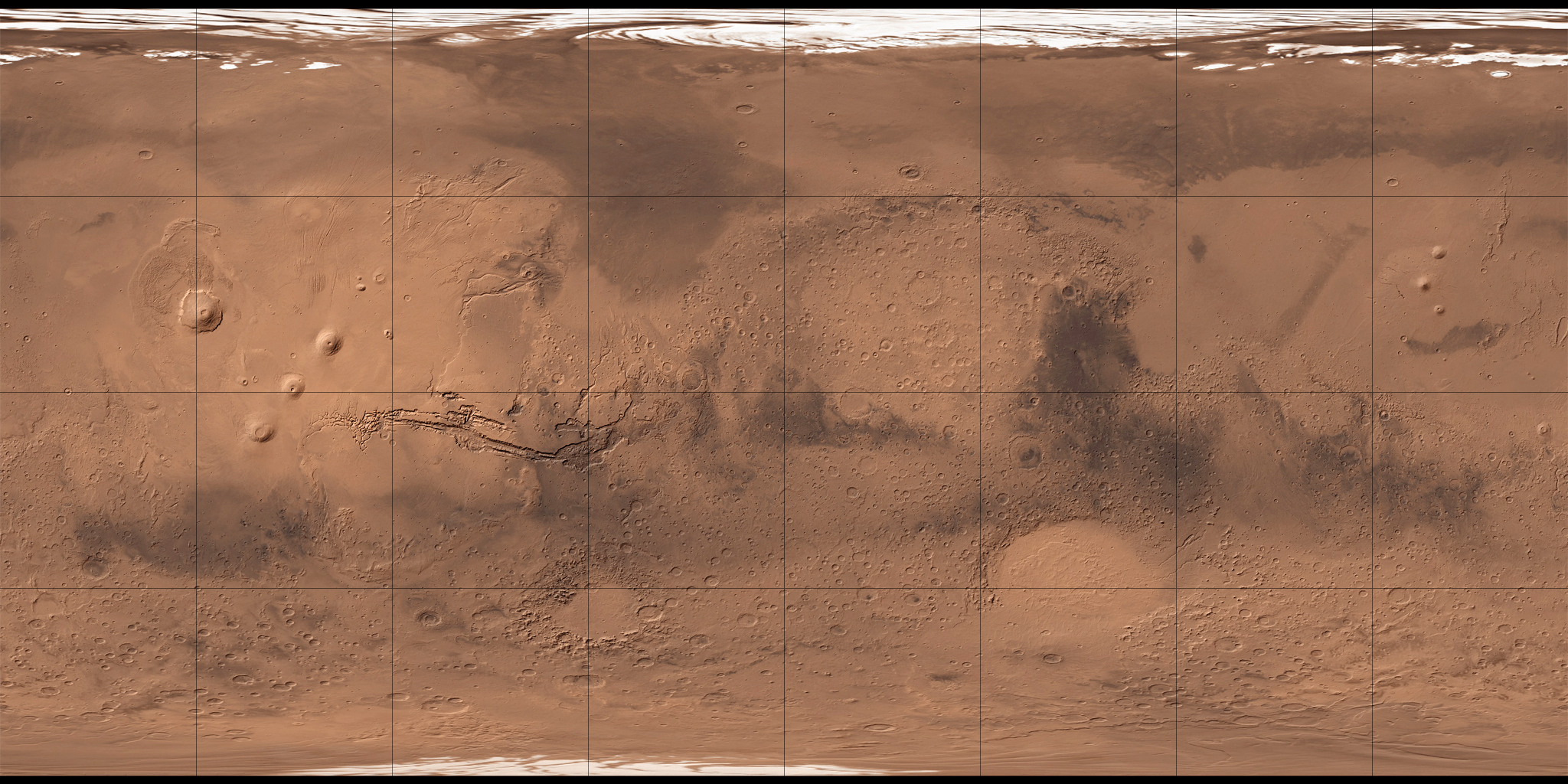
Mapa topogràfic de Mart
Imatge de Tartarus Colles presa pel 2001 Mars Odyssey

## Llista
Els colles de Mart porten els noms de característiques d'albedo propers.
La latitud i la longitud es donen com a coordenades planetogràfiques amb longitud oest (+ Oest; 0-360).
| Colles              | Coordenades                              | Diàmetre (km) | Epònim                             | Ref.  |
| ------------------- | ---------------------------------------- | ------------- | ---------------------------------- | ----- |
| Abalos Colles       | 76° 50′ N, 71° 39′ O / 76.83°N,71.65°O   | 235,83        | Nom d'una característica d'albedo. | WGPSN |
| Acidalia Colles     | 50° 20′ N, 23° 05′ O / 50.34°N,23.09°O   | 356,30        | Nom d'una característica d'albedo. | WGPSN |
| Alpheus Colles      | 39° 23′ S, 298° 28′ O / 39.38°S,298.47°O | 633,03        | Nom d'una característica d'albedo. | WGPSN |
| Arena Colles        | 24° 38′ N, 277° 04′ O / 24.63°N,277.07°O | 580,12        | Nom d'una característica d'albedo. | WGPSN |
| Ariadnes Colles     | 34° 30′ S, 187° 13′ O / 34.5°S,187.22°O  | 188,01        | Nom d'una característica d'albedo. | WGPSN |
| Astapus Colles      | 35° 28′ N, 271° 55′ O / 35.46°N,271.92°O | 597,00        | Nom d'una característica d'albedo. | WGPSN |
| Avernus Colles      | 1° 44′ S, 188° 59′ O / 1.73°S,188.98°O   | 238,70        | Nom d'una característica d'albedo. | WGPSN |
| Candor Colles       | 6° 38′ S, 75° 34′ O / 6.63°S,75.57°O     | 37,38         | Nom d'una característica d'albedo. | WGPSN |
| Chryse Colles       | 8° 09′ N, 41° 52′ O / 8.15°N,41.86°O     | 48,66         | Nom d'una característica d'albedo. | WGPSN |
| Colles Nili         | 38° 43′ N, 297° 07′ O / 38.72°N,297.12°O | 653,67        | Nom d'una característica d'albedo. | WGPSN |
| Cydonia Colles      | 39° 04′ N, 12° 13′ O / 39.07°N,12.22°O   | 362,78        | Nom d'una característica d'albedo. | WGPSN |
| Deuteronilus Colles | 41° 57′ N, 338° 18′ O / 41.95°N,338.3°O  | 59,01         | Nom d'una característica d'albedo. | WGPSN |
| Galaxias Colles     | 36° 48′ N, 212° 31′ O / 36.8°N,212.52°O  | 610,34        | Nom d'una característica d'albedo. | WGPSN |
| Hydraotes Colles    | 0° 01′ S, 33° 41′ O / 0.02°S,33.68°O     | 47,50         | Nom d'una característica d'albedo. | WGPSN |
| Ortygia Colles      | 53° 54′ N, 9° 18′ O / 53.9°N,9.3°O       | 255,62        | Nom d'una característica d'albedo. | WGPSN |
| Oxia Colles         | 21° 14′ N, 26° 16′ O / 21.24°N,26.27°O   | 595,24        | Nom d'una característica d'albedo. | WGPSN |
| Scandia Colles      | 65° 28′ N, 139° 08′ O / 65.47°N,139.13°O | 1.521,68      | Nom d'una característica d'albedo. | WGPSN |
| Simois Colles       | 37° 43′ S, 176° 35′ O / 37.72°S,176.59°O | 86,94         | Nom d'una característica d'albedo. | WGPSN |
| Syria Colles        | 13° 28′ S, 100° 44′ O / 13.46°S,100.73°O | 630,00        | Nom d'una característica d'albedo. | WGPSN |
| Tartarus Colles     | 21° 14′ N, 184° 49′ O / 21.24°N,184.81°O | 1.672,69      | Nom d'una característica d'albedo. | WGPSN |
| Tempe Colles        | 33° 45′ N, 82° 34′ O / 33.75°N,82.56°O   | 34,49         | Nom d'una característica d'albedo. | WGPSN |
| Ulysses Colles      | 6° 08′ N, 123° 05′ O / 6.14°N,123.09°O   | 84,81         | Nom d'una característica d'albedo. | WGPSN |